# Roclincourt Military Cemetery
Roclincourt Military Cemetery is een Britse militaire begraafplaats met gesneuvelden uit de Eerste Wereldoorlog, gelegen in de Franse gemeente Roclincourt (Pas-de-Calais). De begraafplaats ligt 240 m ten zuidwesten van het centrum (gemeentehuis). Ze werd ontworpen door Reginald Blomfield en wordt onderhouden door de Commonwealth War Graves Commission. Het terrein heeft een trapeziumvormig grondplan met een oppervlakte van 3.540 m² en is omgeven door een haag. De toegang bestaat uit een bakstenen gebouwtje in de zuidwestelijke hoek. De Stone of Remembrance staat centraal aan de straatzijde en het Cross of Sacrifice aan de tegenoverliggende zijde op het einde van het centrale pad. 
Er liggen 920 doden begraven waaronder 32 niet geïdentificeerde.

## Geschiedenis
Vóór maart 1916 hadden de Franse troepen, die dit deel van het front verdedigden, in de buurt reeds een begraafplaats ingericht maar deze werd later verwijderd. De huidige begraafplaats werd in april 1917 door de 51st (Highland) en 34th Divisions gestart om de talrijke slachtoffers die bij het begin van de Slag bij Arras gevallen waren te begraven. Ze bleef tot in oktober 1918 als frontlijnbegraafplaats in gebruik maar na de wapenstilstand werden nog graven, die voornamelijk uit het slagveld ten noorden van Roclincourt afkomstig waren, bijgezet.
Er worden 783 Britten, 133 Canadezen en 4 Duitsers herdacht.

## Graven

### Onderscheiden militairen
- Edward William Hermon, luitenant-kolonel bij het 1st King Edward's Horse Commanding 24th (Tyneside Irish) Bn. werd onderscheiden met de Distinguished Service Order (DSO).
- Douglas Cumming Paget Kindersley, kapitein bij de Highland Light Infantry werd onderscheiden met de Distinguished Service Order (DSO) en het Croix de guerre.
- C. Thomson, kapitein bij het East Lancashire Regiment werd tweemaal onderscheiden met het Military Cross (MC and Bar).
- Arthur Plow, majoor bij de Canadian Infantry werd onderscheiden met het Military Cross en de Military Medal (MC, MM).
- James Gordon Goodfellow, majoor bij de Royal Engineers; Arthur John Spencer Hammans, majoor bij de Duke of Cornwall's Light Infantry en J.W.W. Sutton, onderluitenant bij de Royal Garrison Artillery werden onderscheiden met het Military Cross (MC).
- de sergeanten H. Wake en R. McLeish en de korporaal George William King werden onderscheiden met de Distinguished Conduct Medal (DCM). Sergeant J. Mandelville van het Cheshire Regiment ontving ook deze onderscheiding en ook de Military Medal (DCM, MM).
- er zijn nog 15 militairen die de Military Medal (MM) ontvingen.

### Minderjarige militair
- schutter Frank Taylor van het King's Royal Rifle Corps was 17 jaar toen hij op 2 juli 1916 sneuvelde.

### Gefusilleerde militair
- Harry Williams, schutter bij het 1/9th Bn. Royal Fusiliers (Queen Victoria's Rifles), werd wegens desertie gefusilleerd op 28 december 1917.[1]